# Visions (Spina - Benignetti Piano Duo)
Visions è il terzo album in studio del duo pianistico italiano Spina - Benignetti Piano Duo, pubblicato il 14 Luglio 2021 dalla casa discografica Sheva Collection. Il disco contiene la première del Prélude, Fugue et Variation di César Franck nella versione per pianoforte a quattro mani di Abel Decaux. 

## Tracce
1. Sonata for Piano Four Hands in C major "Allegro Assai";– 5:33 (musica: Modest Mussorgsky)
2. Sonata for Piano Four Hands in C major "Scherzo";– 5:41 (musica: Modest Mussorgsky)
3. Six Morceaux op.11 "Barcarolle";– 5:39 (musica: Sergei Rachmaninov)
4. Six Morceaux op.11 "Scherzo";– 3:08 (musica: Sergei Rachmaninov)
5. Six Morceaux op.11 "Russian Theme";– 4:05 (musica: Sergei Rachmaninov)
6. Six Morceaux op.11 "Waltz";– 4:41 (musica: Sergei Rachmaninov)
7. Six Morceaux op.11 "Romance";– 3:29 (musica: Sergei Rachmaninov)
8. Six Morceaux op.11 "Slava";– 5:16 (musica: Sergei Rachmaninov)
9. Sonata for Piano Four Hands "Prélude" – 2:27 (musica: Francis Poulenc)
10. Sonata for Piano Four Hands "Rustique";– 2:12 (musica: Francis Poulenc)
11. Sonata for Piano Four Hands "Final";– 1:52 (musica: Francis Poulenc)
12. Prélude, Fugue et Variation op. 18;– 12:06 (musica: César Franck)